# フェリッサ・ウルフ＝サイモン
フェリッサ・ウルフ＝サイモン（Felisa Wolfe-Simon）は、地質微生物学者、地質生化学者。現在アメリカ地質調査所およびNASA宇宙生物学研究所のNASAポスドクフェロー（Postdoctoral Fellow）。極限環境バクテリア（GFAJ-1）を発見したチームを率いたことで知られる。

## 学歴・受賞歴
ウルフ=サイモンは2000年にオベリン大学およびオベリン音楽院でそれぞれ生物学（化学）の教養学士号（B.A.）とオーボエ演奏（民族音楽学）の音楽学士号（B.M.）を取得。2006年にはラトガース大学の海洋海岸科学研究所にて博士号（Ph.D.）を取得した。そのときの学位論文のタイトルは「The Role and Evolution of Superoxide Dismutases in Algae」であった。
2006年-2009年にアメリカ国立科学財団ポスドクフェローシップを授与してアメリカ地質調査所、アリゾナ州立大学の化学・生化学学科、
ハーバード大学の地球・惑星学科でポスドク研究フェロー。2009年にハーバード大学の分子細胞生物学科でティーチング・フェロー。そして2010年米国科学アカデミーからカヴリ・フェローシップ（Kavli Fellowship）を授与し、傑出した若手科学者であることが認められた。ウルフ=サイモンの研究はNASA宇宙生物学・進化生物学プログラムから資金が出されている。

## 地質生物学におけるキャリア
ウルフ=サイモンの研究は進化微生物学と外来代謝経路（exotic metabolic pathways）に焦点を合せている。2008年の会議、続く2009年の論文ではウルフ=サイモンとその同僚らはヒ酸塩 (arsenate) （AsO43−）がリン酸塩（PO43−）の代替として機能しうるのではないかと提案した。初期の報告書の共著者であったPaul Daviesによれば、ウルフ=サイモンはヒ素がリンの代替になりうることに対するクリティカルな洞察を持っていたという。
ウルフ=サイモンはそのような生命体を探し出すため、カリフォルニア州のヒ素が元々豊富なモノ湖をターゲットにした。モノ湖における調査の結果、DNAや他の必要不可欠な生体分子内でリン酸塩の代わりとしてヒ素を取り組むことが可能なGFAJ-1というバクテリアを発見した。もしこの研究成果が正しければ、DNAや他の重要な生化学的機能にヒ素を取り込むことが可能と判明した世界初の生命となると思われたが、この論文は発表当初から論理的実験的な稚拙さから批判が殺到し、サイエンス誌が発見を主張する論文とそれを否定する八つのグループによる複数の反対論文を同時掲載するという前代未聞の異例の事態になり、2012年には原論文の要点をほぼ完全に否定する報告がサイエンス誌上で発表され、ほぼ間違いだったことが確定的となっている。この発見には、もともと確実な証拠が皆無であったにもかかわらずメディアの報道だけが過熱したことから、「微生物学のビッグフット」と揶揄されている。この発見論文はそもそも出版されるべきではなくRetraction（撤回）されるべきだという意見もあったが、サイエンス誌が論文の撤回を発表したのはNASAによる発表から約15年を経た2025年7月24日のことだった。これについてサイエンス誌は、「研究自体に意図的な不正などはない」「論文を撤回しなかった当時の判断は間違っていない」とする一方、「主要な結論が欠陥のあるデータに基づいている」とも説明しており、これを掲載撤回の理由に挙げている。

## 著作物
- F. Wolfe, K. Kroeger and I. Valiela (1999). Increased lability of estuarine dissolved organic nitrogen from urbanized watersheds. Biological Bulletin. 197:290-292.
- F. Wolfe-Simon, D. Grzebyk, O. Schofield, and P. G. Falkowski (2005). The role and evolution of superoxide dismutase in algae. Journal of Phycology. 41: 453-465.
- F. Wolfe-Simon (2006). The Role and Evolution of Superoxide Dismutases in Algae. Ph.D. Thesis. Rutgers Graduate Program in Oceanography.
- F. Wolfe-Simon, V. Starovoytov, J.R. Reinfelder, O. Schofield, and P. G. Falkowski (2006). Localization and role of manganese superoxide dismutase in a marine diatom. Plant Physiology. 142: 1701-1709.
- P.C.W. Davies, S.A. Benner, C.E. Cleland, C.H. Lineweaver, C.P. McKay and F. Wolfe-Simon (2009). Signatures of a Shadow Biosphere. Astrobiology. 9: 241-249.
- J.B. Glass, F. Wolfe-Simon, and A.D. Anbar (2009). Coevolution of marine metal availability and nitrogen assimilation in cyanobacteria and algae. Geobiology. 7: 100-123.
- F. Wolfe-Simon, P.C.W. Davies and A.D. Anbar (2009). Did nature also choose Arsenic? International Journal of Astrobiology. 8: 69-74.
- R.S. Oremland, C.W. Saltikov, F. Wolfe-Simon, and J.F. Stolz (2009). Arsenic in the evolution of Earth and extraterrestrial ecosystems. Geomicrobiology Journal. 26: 522 - 536.
- D.T. Johnston*, F. Wolfe-Simon*, A. Pearson, and A.H. Knoll (2009). Anoxygenic photosynthesis modulated Proterozoic oxygen and sustained Earth's middle age. Proceedings of the National Academy of Sciences. 106: 16925-16929. *Authors contributed equally
- J.B. Glass, F. Wolfe-Simon, J.J. Elser and A.D. Anbar (2010). Molybdenum-nitrogen colimitation in heterocystous cyanobacteria. Limnology and Oceanography. 55: 667-676.
- D. Chauhan, I.M. Folea, C. Jolley, R. Kouril, C. Lubner, S. Lin, D. Kolber, F. Wolfe-Simon, J. Golbeck, E. J. Boekema & P. Fromme (2010). A novel photosynthetic strategy for adaptation to low iron aquatic environments. Biochemistry. in press.
- M.B. Higgins, F. Wolfe-Simon, R.S. Robinson, Y. Qin, M.A. Saito and A. Pearson (2010). Paleoenvironmental implications of taxonomic variation among δ15N values of chloropigments. Geochimica et Cosmochimica Acta. in review.
- Felisa Wolfe-Simon,[Jodi Switzer Blum, Thomas R. Kulp, Gwyneth W. Gordon, Shelley E. Hoeft, Jennifer Pett-Ridge, John F. Stolz, Samuel M. Webb, Peter K. Weber, Paul C. W. Davies, Ariel D. Anbar and Ronald S. Oremland (2010). “A Bacterium That Can Grow by Using Arsenic Instead of Phosphorus”. Science. doi:10.1126/science.1197258.